# Zuberec
Zuberec (polsky Zuberzec, maďarsky Bölényfalu) je obec na Slovensku v okrese Tvrdošín, na Oravě. Nachází se přibližně třicet kilometrů od polsko-slovenských hranic (Chochołów–Suchá Hora). Rozkládá se v Zuberské brázdě, resp. ve Studené dolině v Západních Tatrách. Obec leží v nadmořské výšce 760 metrů a žije v ní přibližně 1 900 obyvatel.
Mezi zdejší významné objekty patří i slovenský skanzen lidové architektury Muzeum oravské dědiny. V katastrálním území obce je veřejnosti přístupná Brestovská jeskyně.

## Název
Název Zuberec pochází od slova zubr, tj. od pojmenování zvířete z čeledi turovitých, které kdysi žilo i na slovenském území.

## Historie
První zmínka pochází z roku 1593, kdy byla obec uváděna pod názvem Zwberczyc. V roce 1604, po vyplenění během Bočkajova povstání, Zuberec zanikl. Opětovné osídlení obce se zmiňuje v roce 1609. V roce 1624 žilo v Zuberci 12 rodin a přibližně 60 lidí.
V neklidném období 17. století za kuruckých bojů byla obec opakovaně pustošena, největší škody však způsobili vojáci polského krále Jana Sobieskeho v roce 1683. Osadníci zničenou obec postupně obnovovali a v roce 1715 žilo v Zuberci třicet hospodářů a dohromady asi 150 obyvatel. Často se však vyskytovaly neúrodné roky, které decimovaly obyvatelstvo a vyhánělo je do úrodnějších regionů. Mnozí chodili na sezónní zemědělské práce do jiných stolic. Vedle řemeslných prací místní obyvatelé pálili vápno a tkali sukno. Koncem 18. století ve vsi žilo 129 poddanských rodin, v roce 1870 měla obec 182 domů a 1 007 obyvatel.

## Přírodní poměry
Do správního území obce zasahuje část Tatranského národního parku. V katastrálním území leží národní přírodní rezervace Kotlový žľab, Sivý vrch, Roháčská plesa, národní přírodní památka Brestovská jeskyně, přírodní památka Úplazíky a zasahují do něj části národní přírodní rezervace Osobitá a přírodní rezervace Medzi bormi.

## Doprava
- červená turistická trasa: Zuberec – Ťatliakova chata
- modrá turistická trasa: Habovka – Zuberec – sedlo Prieková (Skorušinské vrchy)
- modrá turistická trasa: chata Zverovka – vrch Brestová (1 902 m n. m., hlavní hřeben Západních Tater)
- modrá turistická trasa: Adamcuľa – Roháčská plea
- zelená turistická trasa: Zuberec – horárna Biela skala
- zelená turistická trasa: Brestová – vrch Mikulovka (Skorušinské vrchy)
- zelená turistická trasa: Zverovka – sedlo pod Osobitou – vrch Lúčna
- zelená turistická trasa: rozc. v Smutné dolině – Roháčská plesa– Baníkovské sedlo (2 045 m n. m., hlavní hřeben Západních Tater)
- žlutá turistická trasa: Zuberec – sedlo Pálenica (1 570 m n. m., hlavní hřeben Západních Tater)
- žlutá turistická trasa: Brestová – Habovka
- žlutá turistická trasa: Zverovka – vrch Rákoň

## Společnost

### Lyžařská střediska
Na území obce se nalézají tři lyžařská střediska s devíti lyžařskými vleky:
- Zuberec–Janovky[5]
- Zuberec–Milotín[6]
- Zverovka–Spálená (v osadě Zverovka)[7]

### Kultura a sport
- Podroháčské folklórní slavnosti (v roce 2008 XXXIII. ročník)
- Goralský klobúčik (Mezinárodní závody ve sjezdovém lyžování)
- Zuberský triatlon zdravia
- Roháčsky triatlon
- Cena Janoviek (závody v lyžování – v obřím slalomu)
- Cena Milotína - (závody v lyžování - závody ve večerním paralelním slalomu)
- Štefanský výstup na Ťatliakovú chatu v prosinci
- Výstup a sv. omša na Lúčnej v září
- Výstup na Osobitú
- Výstup na Sivý vrch v červnu
- Sviatok Hôr na začátku července
- Deň sv. Huberta v srpnu
- Oživené oravské remeslá v Muzeu oravské dědiny
- Od baču syra, od gazdinej koláča v Muzeu oravské dědiny
- Prechod na bežkách okolo Zuberca v únoru
- WSA Eurocup Zuberec – závody psích spřežení

## Pamětihodnosti
- Muzeum oravské dědiny bylo založeno v roce 1967, kdy byl 24. září položen základní kámen. Zpřístupněno veřejnosti bylo v roce 1975.
- Kostel svatého Vendelína byl v Zuberci postaven z důvodu nedostatku místa v obci Habovka podle návrhu architekta

Milana Michala Harmince. Základní kámen byl položen v roce 1929. Kostel byl vysvěcen Andrejem Hlinkou v roce 1933. Nacházejí se v něm relikvie svatého Vendelína. Kříž před kostelem pochází z roku 1834.
- Na území obce je postaveno čtrnáct křížů.

## Osobnosti
- Andrej Bážik (1866–1934), kněz a lidový spisovatel
- Alexius Demian, lesník[8]
- Jozef Prč, horal
- Anton Kocian st., horal, preparátor (jeho preparáty jsou vystaveny na Oravském hradu i v evropských muzeích)
- Cyril Harmata-Milotínsky, (1922–1970), kněz a náboženský básník

## Galerie

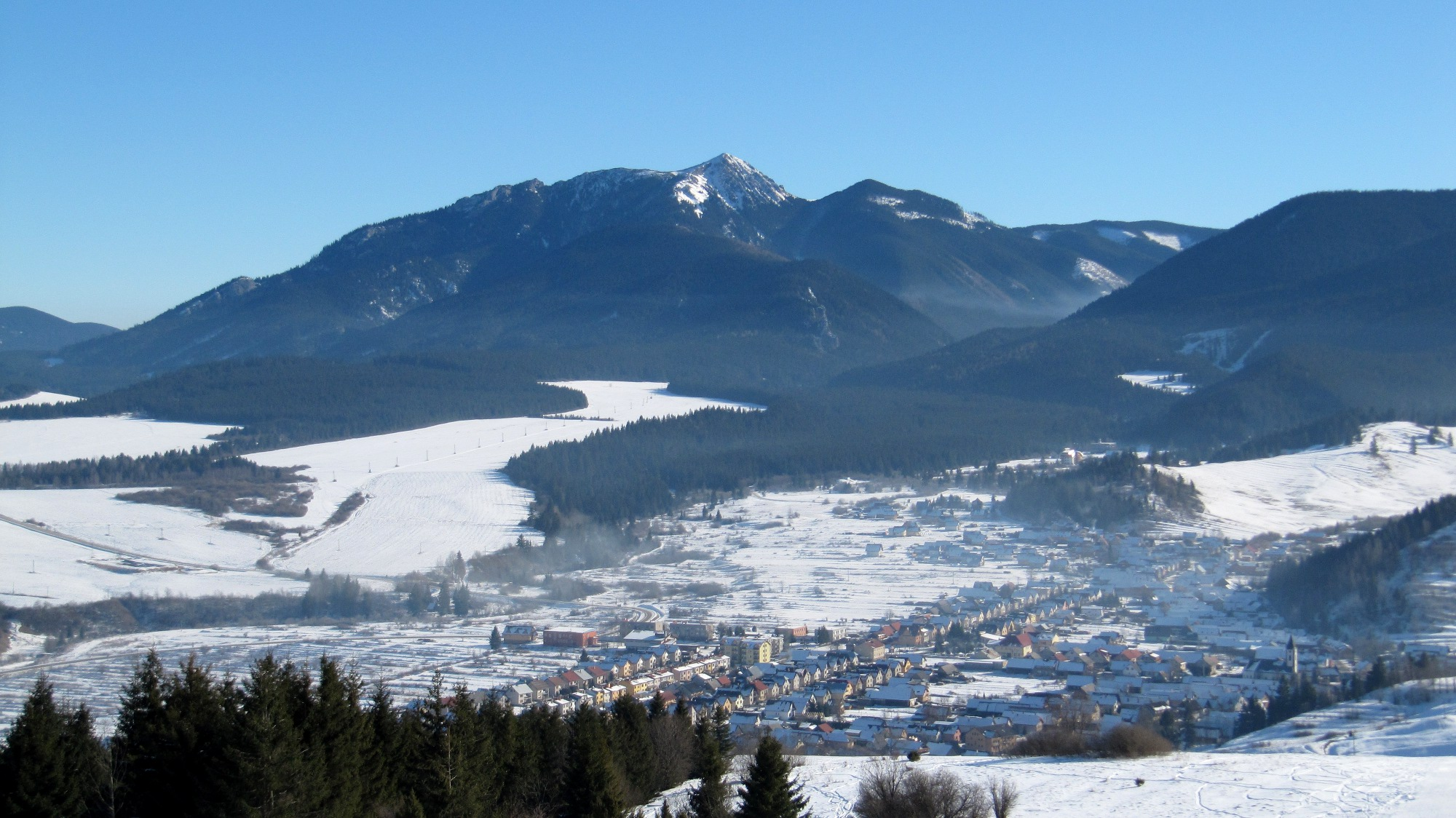
Osobitá, pohled ze Zuberce
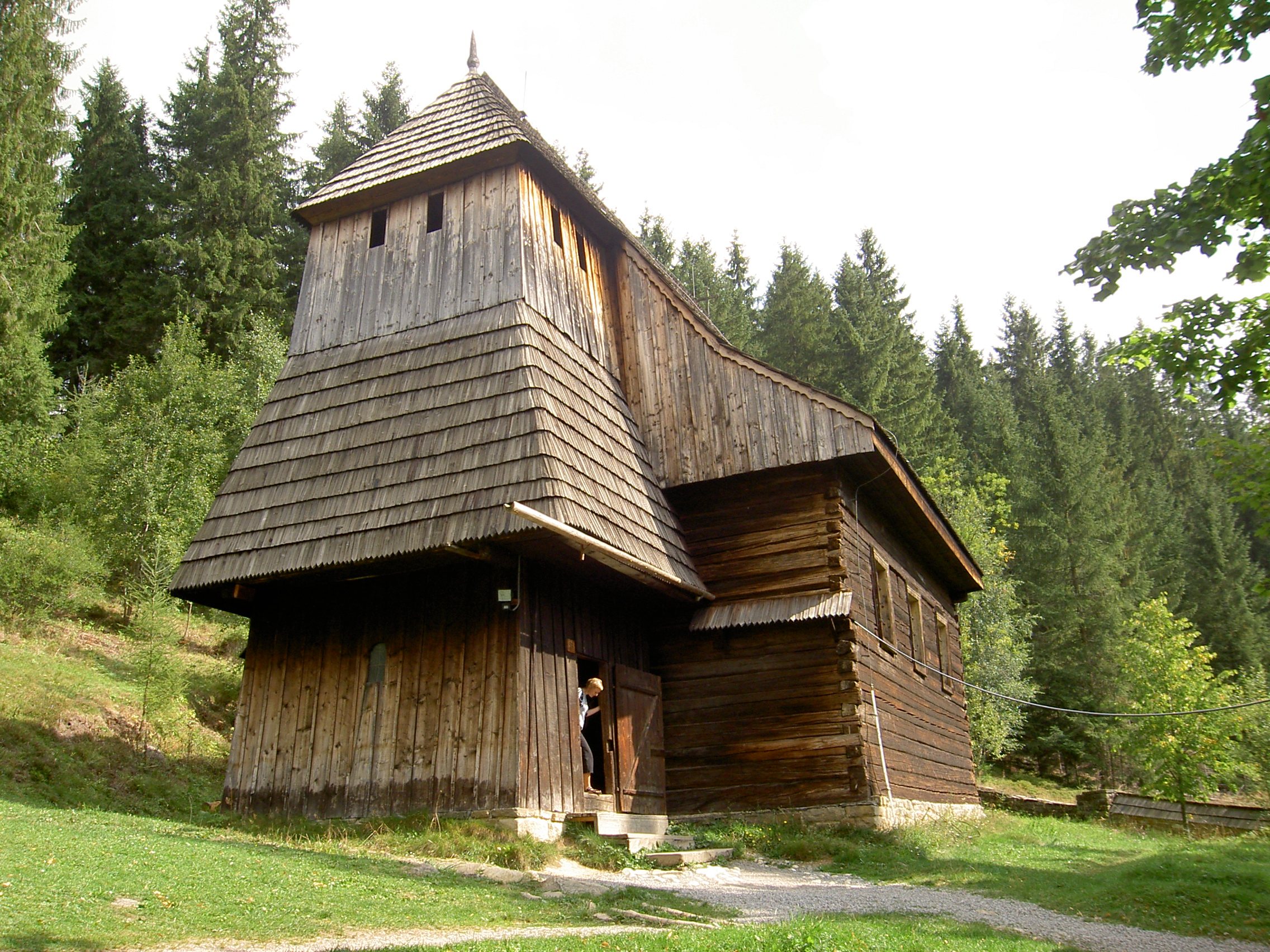
Muzeum oravské dědiny, kostel sv. Alžběty ze Zábreží
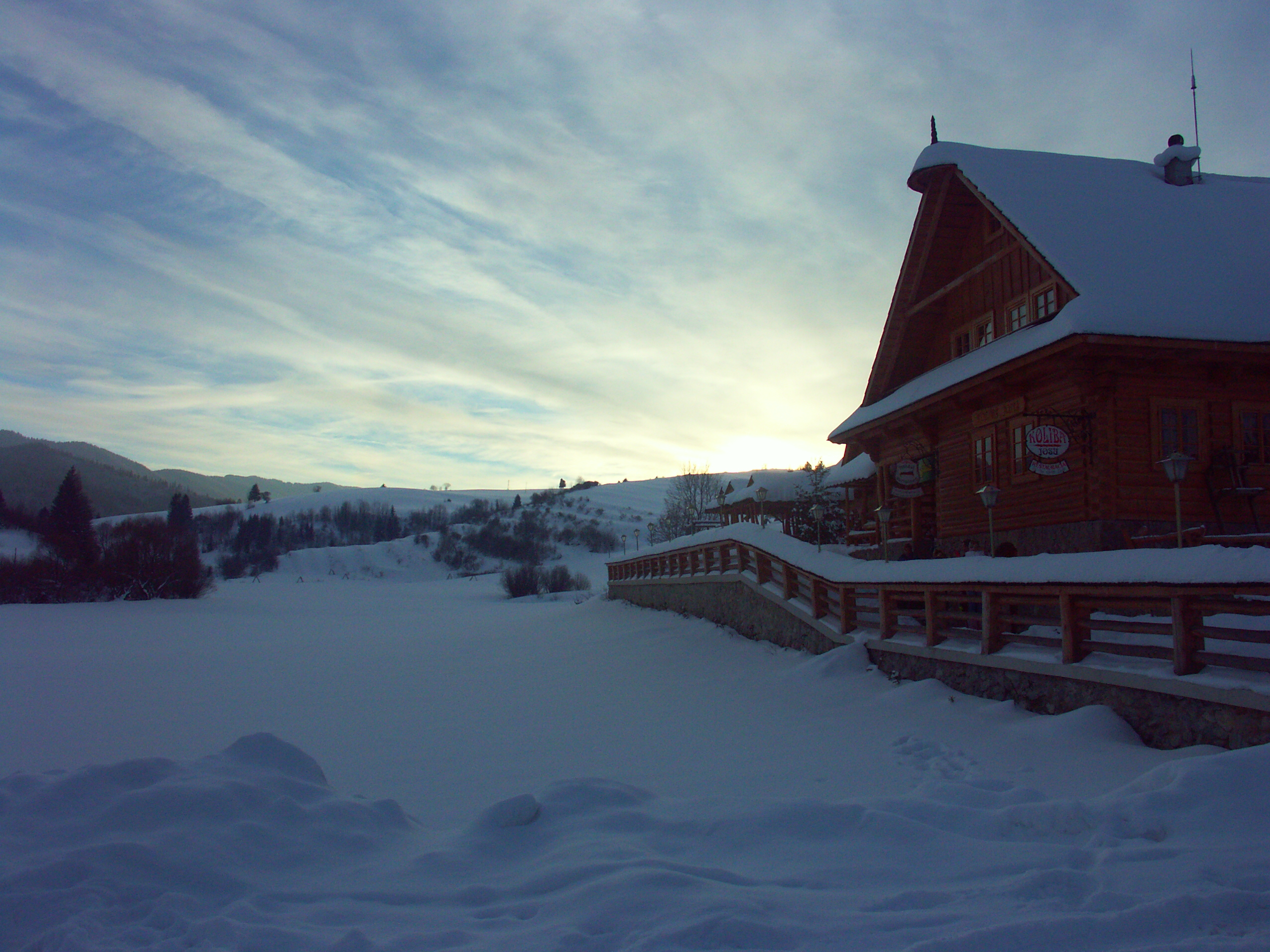
Koliba Josu v Zuberci
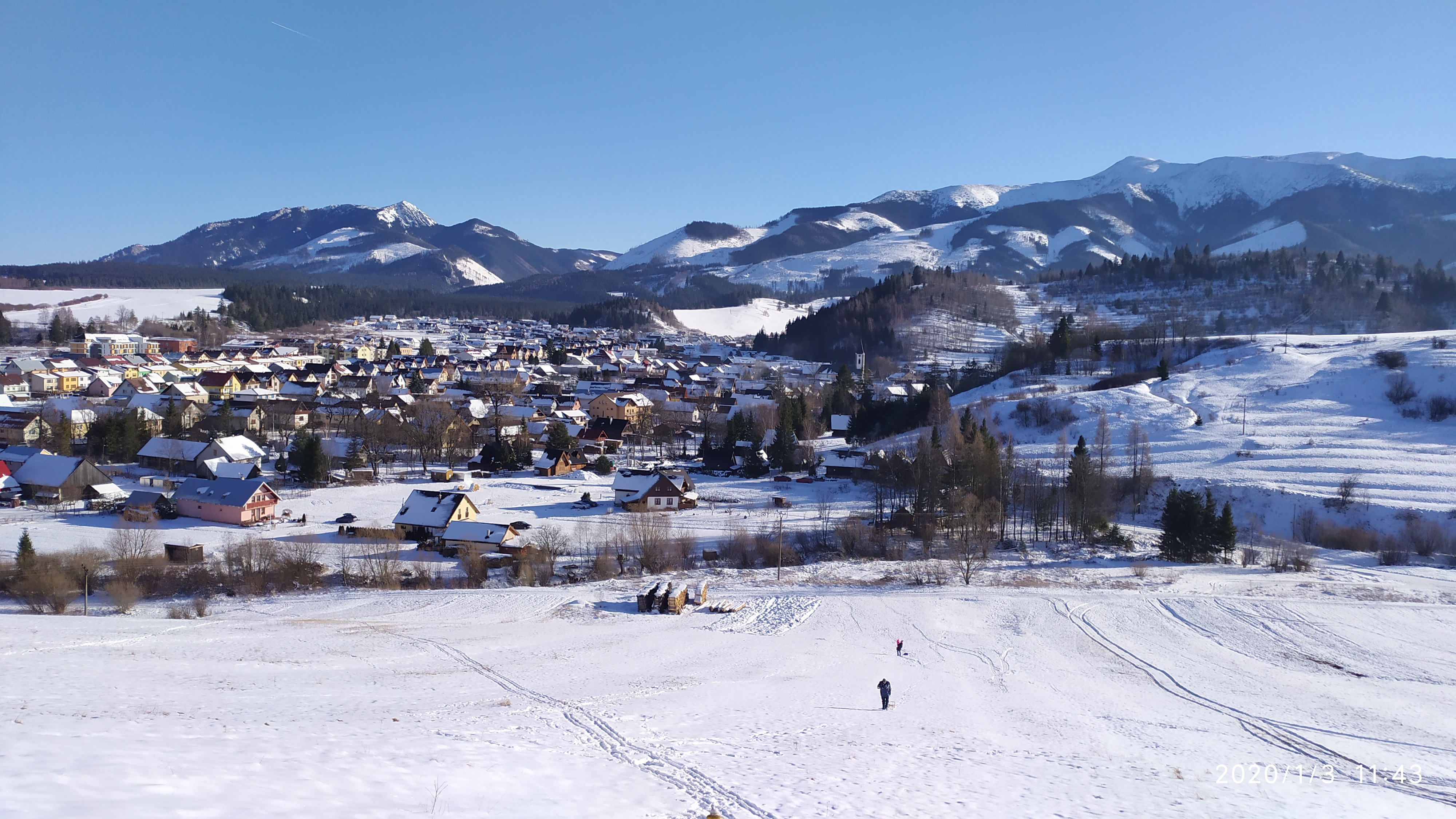
Zuberec v zimě